# La llegenda del Riu Vermell
La llegenda del Riu Vermell (títol original en xinès, 满江红; transcrit com a Man Jiang Hong) és una pel·lícula de thriller de comèdia del 2023 dirigida per Zhang Yimou. És protagonitzada per Shen Teng i Jackson Yee, juntament amb Zhang Yi, Lei Jiayin i Yue Yunpeng. La pel·lícula es va estrenar als cinemes de la Xina el 22 de gener de 2023, el mateix dia de l'Any Nou Xinès. Va ser la pel·lícula xinesa més taquillera del 2023. S'ha doblat i subtitulat al català.
Es basa en una trobada entre la dinastia Song del Sud i la dinastia Jin. Explica la història d'un grup d'homes justos que van sacrificar les seves vides per erradicar el mal. Entre ells, els personatges Zhang Da interpretat per Shen Teng i Sun Jun, per Jackson Yee, també tenen el seu propi color misteriós.
La pel·lícula va anunciar oficialment que el rodatge va començar el 26 de juny de 2022. El rodatge va tenir lloc a Taiyuan. Va acabar de rodar-se l'agost de 2022.